# Carlos Acharán
Carlos Acharán Pérez de Arce; (Valdivia, 6 de octubre de 1891 - Santiago, 14 de marzo de 1961). Abogado y político liberal chileno. Hijo de Clodomiro Acharán Smith y Francisca Pérez de Arce. Contrajo matrimonio con Lucía Muñoz Cortés-Monroy (1922).

## Actividades profesionales
Educado en la Escuela Normal Camilo Henríquez de Valdivia, donde se graduó de Profesor normalista (1905). Se dedicó al ejercicio de su profesión en la misma institución donde estudió, como profesor de Contabilidad.
Luego se dedicó a las actividades comerciales, como importador y exportador, entre Valdivia y Perú, donde viajó y fundó la Escuela de Artes y Oficios de ciudad Trujillo.
Martillero Público y de Hacienda de Valdivia (1920) y Regidor de la misma ciudad (1928-1932)

## Actividades políticas
Militante del Partido Liberal. Fue elegido Diputado por la 22ª agrupación departamental de Valdivia, La Unión, Villarrica y Río Bueno (1926-1930), formando parte de la comisión permanente de Educación.
Reelecto Diputado, por la agrupación de Valdivia, La Unión y Osorno (1933-1937), perteneciendo a la comisión de Relaciones Exteriores y la de Comercio. Fue reelegido por la misma agrupación (1937-1941), integrando la comisión de Gobierno Interior.
Volvió a ser elegido Diputado por Valdivia, La Unión y Río Bueno (1941-1945), en esta oportunidad formó parte de la comisión permanente de Asistencia Médico-Social e Higiene. Reelecto por el mismo distrito (1945-1949), pasó a formar la comisión de Agricultura y Colonización.
Su último período como Diputado lo obtuvo representando a la misma agrupación distrital (1949-1953), donde integró la comisión permanente de Relaciones Exteriores.
Finalmente fue elegido Senador por la 9ª agrupación provincial de Valdivia, Osorno, Llanquihue, Chiloé, Aysén y Magallanes (1953-1961). En este cargo, trabajó en la comisión permanente de Trabajo y Previsión Social.
Durante su período legislativo abogó por la creación de la Universidad Austral de Chile, en Valdivia, la que fue fundada finalmente el 7 de septiembre de 1954.

## Otras actividades
Fue socio del Club Social de Valdivia, del Club Deportivo Arturo Prat, de la Gota de Leche y de la Sociedad Protectora de Estudiantes Pobres, e integrante de la Segunda Compañía de Bomberos, Bomba A. Edwards R. del Cuerpo de Bomberos de Valdivia.